# Riverway (Metro de Boston)
Riverway  es una estación en el Ramal E de la línea Verde del Metro de Boston. La estación se encuentra localizada en la Avenida South Huntington y la Avenida Huntington en Boston, Massachusetts.  La Autoridad de Transporte de la Bahía de Massachusetts es la encargada por el mantenimiento y administración de la estación.

## Descripción
La estación Riverway cuenta con Aceras y 2 vías. 

## Conexiones
La estación es abastecida por las siguientes conexiones: 
- Rutas de autobuses: 39 y 66